# Ton (voornaam)
Ton is een mannelijke voornaam.
De etymologie is onduidelijk. De naam is ofwel afgeleid van het Latijnse Antonius hetgeen zoveel betekent als onschatbaar, ofwel van het Griekse Anthos (bloem).

## Verwante namen
Antonius, Anton, Toon, Toontje, Anthony, Tony, Tonny, Tonneke, Antoine, Antoinette, Toine

## Bekende Nederlandse naamdragers
- Ton Alberts, architect
- Ton Anbeek, schrijver en literatuurwetenschapper
- Ton Bakkeren, bridgespeler
- Ton Blanker, voetballer
- Ton Boot, oud-basketbalspeler en basketbalcoach
- Ton van Bremen, voetballer
- Ton Bus, politicus
- Ton Caanen, voetbalcoach
- Ton du Chatinier, voetbaltrainer, ex-voetballer
- Ton van Dalen, sportjournalist, bestuurder en voetbalmakelaar
- Ton van Duinhoven, journalist, acteur en tekstschrijver
- Ton Elias, ex-journalist, politicus
- Ton Hardonk (burgemeester), burgemeester
- Ton van Heugten, motorcrossrijder (zijspan) en uitvinder van anti-diefstal apparatuur
- Ton de Jager, honkballer
- Ton Jansen, politicus
- Ton Kas, acteur, schrijver en regisseur
- Ton Keunen, acteur
- Ton Koopman, musicus
- Ton de Kruijk, ex-voetballer, wijkagent
- Ton Kuyl, acteur
- Ton van der Lee, schrijver en filmmaker
- Ton de Leeuw, componist
- Ton Lensink, acteur
- Ton van Lieshout, museumeigenaar
- Ton Lokhoff, voetbaltrainer, ex-voetballer
- Ton Lutz, acteur en regisseur
- Ton Pattinama, voetbaltrainer, ex-voetballer
- Ton van Reen, schrijver en dichter
- Ton Richter, hockeyer
- Ton van Royen, televisiepresentator
- Ton Sijbrands, dammer
- Ton Smits, cartoonist en striptekenaar
- Ton Thie, voetbaldoelman
- Ton van Trier, ingenieur, hoogleraar en politicus
- Ton van der Velden, acteur
- Ton Venhoeven, architect
- Ton Witbaard, voetballer
- Ton van de Ven (ontwerper), industrieel ontwerper
- Ton van de Ven (voetballer), voetballer